# Gastroenterit
Gastroenterit, eller mag- och tarmkatarr eller mag- och tarminflammation, i dagligt tal även magsjuka, maginfluensa eller kräksjuka, orsakas av en inflammation ("-it") som drabbar mag- och tarmkanalen, både magsäcken ("gastro"-) och tunntarmen ("entero"-), vilket resulterar i en kombination av diarré, kräkningar och buksmärtor. Även om sjukdomen inte har någon koppling till influensa, har den också kallats maginfluensa.
Globalt sett orsakas de flesta fall av magsjuka hos barn av rotavirus. Hos vuxna är norovirus och Campylobacter vanligare. Mindre vanliga orsaker är andra bakterier (eller giftämnen från dem) och parasiter. Smitta kan ske till följd av intag av felaktigt tillagad mat eller kontaminerat vatten, eller via nära kontakt med infekterade individer.
Grunden i hantering av sjukdomen är adekvat vätsketillförsel. I milda eller medelsvåra fall uppnår man detta vanligen genom vätskeersättning. I allvarligare fall kan intravenös behandling behövas. Gastroenterit drabbar i huvudsak barn och människor i utvecklingsländer.
Magsjuka kan även i sällsynta fall orsakas av maskar, men det är mycket ovanligt. I Sverige är risken för att bli magsjuk ofta högre i kommuner som levererar ytvatten i kranen.

## Symptom och tecken
Gastroenterit inkluderar vanligen både diarré och kräkningar; det är mindre vanligt med bara diarré eller bara kräkningar. Kramper i buken kan också förekomma. Tecken och symptom visar sig vanligtvis 12–72 timmar efter kontakt med det som orsakat infektionen. Om orsaken är ett virus, försvinner sjukdomen som regel inom en vecka. I vissa fall av virusinfektion förekommer också feber, trötthet, huvudvärk och muskelvärk. Om det förekommer blod i avföringen är det mindre sannolikt att orsaken är ett virus och mer sannolikt att sjukdomen är bakterieorsakad. Vissa bakterieinfektioner förknippas med svåra buksmärtor som kan vara i flera veckor.
Barn som smittats av rotavirus återhämtar sig vanligen helt inom tre till åtta dagar. I fattiga eller utvecklingsländer är den behandling som krävs vid allvarliga infektioner emellertid ofta otillgänglig och ihållande diarré färekommer ofta. Dehydrering, alltså uttorkning, vätskebrist, är en vanlig komplikation i samband med diarré, och ett barn som lider av allvarlig vätskebrist kan ha förlängd kapillärfyllning (eller den tid det tar för att färgen återgår till det normala efter att man trycker på vävnaden) svag hudturgor och onormal andning. Återkommande infektioner är vanliga i områden med dålig hygien och undernäring, med hämmad tillväxt och långvariga kognitiva försämringar som resultat.
Reaktiv artrit tillkommer hos 1 % av dem som har drabbats av Campylobacter-infektion, och Guillain-Barrés syndrom förekommer hos 0,1 % av drabbade. Hemolytiskt uremiskt syndrom (HUS) kan uppstå som en följd av infektion av de Shigatoxin-producerande Escherichia coli- eller Shigella-arterna, vilket resulterar i brist på blodplättar, försämrad njurfunktion och lågt antal röda blodkroppar (beroende på nedbrytning). Barn är i högre grad predisponerade för HUS än vuxna. Vissa virusinfektioner kan ge upphov till benign barnepilepsi.

## Orsak
Virus (i synnerhet rotavirus) och arter av bakterierna Escherichia coli och Campylobacter är de primära orsakerna till gastroenterit. Det finns emellertid många andra infektionsagens som kan orsaka syndromet. Icke-infektiösa fall förekommer, men denna orsak är mindre sannolik än viral eller bakteriell etiologi. Infektionsrisken är högre hos barn då de inte byggt upp tidigare immunitet och kan ha relativt dålig hygien.

### Virala
Virus som man vet orsakar gastroenterit är rotavirus, norovirus, adenovirus och astrovirus. Rotavirus är den vanligaste orsaken till gastroenterit hos barn, och fördelar sig på liknande sätt både i industriländer och i utvecklingsländer. Virus är orsaken till omkring 70 % av alla fall av infektiös diarré i den pediatriska åldersgruppen. Rotavirus är en mindre vanlig orsak hos vuxna tack vare uppnådd immunitet.
Noroviruset är den huvudsakliga orsaken till gastroenterit hos vuxna i Amerika och orsakar mer än 90 % av utbrotten. Dessa lokala epidemier förekommer oftast då grupper av människor under en tid vistas fysiskt nära, som på kryssningsfartyg, sjukhus eller på restauranger. Man kan även bära på infektionen efter att diarrén har upphört. Noroviruset orsakar cirka 10 % av fall hos barn.

### Bakteriella

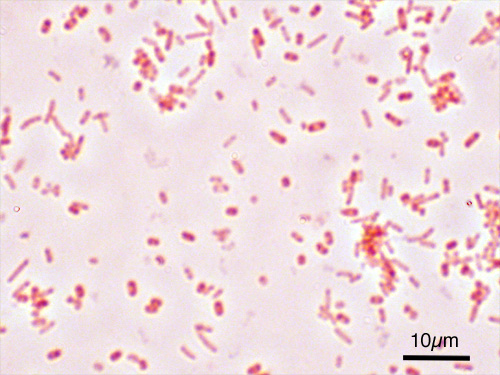
Salmonella enterica-serotyp Typhimurium (ATCC 14028) sedd i mikroskop vid en förstoring på 1000 gånger och med Gramfärgning.

I industriländer är Campylobacter jejuni den primära orsaken till bakteriell gastroenterit och hälften av all fall kan kopplas ihop med exponering för fjäderfän. Hos barn orsakar bakterier cirka 15 % av fall, och de vanligaste typerna är orsakas av patogenerna Escherichia coli, Salmonella, Shigella och Campylobacter. Om mat kontaminerats med bakterier och förvaras i rumstemperatur under flera timmar förökar sig bakterierna, vilket ökar risken för infektion hos dem som äter maten. Några födoämnen som vanligen kopplas ihop med magsjuka är rått eller otillräckligt tillagat kött, fågel, fisk och skaldjur; samt ägg, råa groddar; opastöriserad mjölk och mjuka ostar; och frukt- och grönsakssafter. I utvecklingsländer, särskilt i Afrika i områden nedanför Sahara och i Asien, är kolera en vanlig orsak till gastroenterit. Infektion sprids då vanligen via vatten eller mat som kontaminerats.
Toxigena Clostridium difficile är en betydande orsak till diarré och förekommer oftare hos äldre. Småbarn kan bära på dessa bakterier utan att utveckla symptom. Det är en vanlig orsak till diarré hos personer som är intagna på sjukhus och kopplas ofta ihop med antibiotikaanvändning.Staphylococcus aureus-orsakad diarré kan också förekomma hos personer som har använt antibiotika.  "Montezumas hämnd" (turistdiarré) är vanligtvis en typ av bakteriell gastroenterit. Syrahämmande mediciner verkar öka risken för allvarlig infektion efter exponering för en rad organismer, exempelvis arter av Clostridium difficile, Salmonella och Campylobacter. Risken ökar för individer som behandlas med protonpumpshämmare jämfört med de som tar H2-antagonister.

### Parasitiska
Ett antal protozoer kan ligga bakom gastroenterit – vanligen Giardia lamblia – men även Entamoeba histolytica och Cryptosporidiumarter förekommer. Som grupp förorsakar de tillsammans crika 10 % av fall hos barn. Giardia förekommer oftare i utvecklingsländer, men orsakar i viss mån gastroenterit över hela världen. Förekomsten är vanligare hos personer som har rest i områden med hög prevalens, hos barn som är i dagvård, hos män som har sex med män, och efter olika former av katastrofer.

### Överföring
Överföring kan ske via intag av kontaminerat vatten eller då personer delar privata föremål. På platser som har regn- och torrperioder blir vattenkvaliteten vanligtvis sämre under regnperioderna vilket korrelerar med ökad sjukdomsindicidens eller utbrott. I områden i världen med säsonger är infektioner vanligare under vintern. Flaskmatning av småbarn med flaskor som inte rengjorts ordentligt utgör en betydande orsak globalt sett. Infektion är också förknippad med dålig hygien, särskilt hos barn, bland trångbodda, och hos personer med dålig näringsstatus. Efter att ha utvecklat tolerans kan vuxna bära på vissa organismer utan att uppleva tecken eller symptom och således fungera som naturliga källor till smitta. Medan vissa agens (som Shigella) endast förekommer hos primater, kan andra förekomma hos en rad olika djur (som Giardia).

### Icke-infektiösa
Det finns ett antal icke-infektiösa orsaker till inflammation i mag- och tarmkanalen. Några av de vanligaste är mediciner (som NSAID), viss mat som innehåller laktos (hos laktosintoleranta) och gluten (hos personer med celiaki). Crohns sjukdom är också en icke-infektiös orsak till (ofta allvarlig) gastroenterit. Sjukdom till följd av toxiner kan också förekomma. Några födoämnesrelaterade tillstånd som kopplas ihop med illamående, kräkningar och diarré är: ciguateraförgiftning på grund av intag av kontaminerad rovfisk, intag av makrillfiskar, förknippat med intag av vissa typer av rutten fisk, tetrodotoxinförgiftning på grund av intag av bland annat blåsfisk samt botulism vanligen beroende på mat som inte förvarats korrekt.

## Patofysiologi
Gastroenterit definieras av kräkningar eller diarré och beror på en infektion i tunn eller tjocktarmen. Förändringarna i tunntarmen är i regel icke-inflammatoriska till skillnad från förändringarna i tjocktarmen, vilka är inflammatoriska. Antalet patogener som krävs för att ge upphov till en infektion varierar från så få som en (gäller Cryptosporidium) till så många som 108 (gäller Vibrio cholerae).

## Diagnos
Gastroenterit diagnostiseras vanligtvis kliniskt utifrån de tecken och symptom som uppvisas hos individen. Normalt krävs inte att man fastställer den exakta orsaken bakom symptomen, eftersom detta i stort inte förändrar behandlingen av tillståndet. Emellertid kan det finnas behov att genomföra avföringsodling för de individer som uppvisar blod i avföringen, de som kan ha varit utsatta för matförgiftning, och de som nyligen rest i utvecklingsländer. Diagnostiska prover kan också tas för övervakning. Eftersom hypoglykemi förekommer hos cirka 10 % av späd- och småbarn, har det rekommenderats att serum-glukos mäts för denna population. Elektrolyter och njurfunktion rekommenderas också att uppföljas vid oro för svår dehydrering.

### Dehydrering
En viktig del av utvärderingen är att fastställa om en individ är dehydrerad eller inte. Dehydrering delas vanligtvis in i lindriga (3–5 %), medelsvåra (6–9 %), och svåra (≥ 10 %) fall.Hos barn är de mest tillförlitliga tecknen på medelsvår eller svår dehydrering utdragen kapillärfyllning, svag hudturgor och onormal andning. Andra användbara fynd (då de kombineras) kan vara insjunkna ögon, minskad aktivitet, brist på tårar och muntorrhet. Normal urinproduktion och oralt vätskeintag ses som positivt. Laboratorietester är till liten klinisk nytta för att fastställa graden av dehydrering.

### Differentialdiagnos
Andra potentiella orsaker till tecken och symptom som efterliknar de som förekommer vid gastroenterit och bör uteslutas är bland annat blindtarmsinflammation, volvulus, inflammatorisk tarmsjukdom, urinvägsinfektioner och diabetes mellitus. Pankreasinsufficiens, korttarmssyndrom, Whipples sjukdom, glutenintolerans och missbruk av laxermedel kan också övervägas. Differentialdiagnosen kan vara något svårbedömd, om personen ”endast” kräks eller har diarré (snarare än både och).
Blindtarmsinflammation kan förekomma med kräkningar, buksmärta och lite diarré hos upp till 33 % av fallen. Detta skiljer sig från den stora andelen diarréer som är typiska för gastroenterit. Lung- eller urinvägsinfektioner hos barn kan också leda till kräkningar eller diarré. Klassisk diabetisk ketoacidos (DKA) har symptomen buksmärta, illamående och kräkningar men ingen diarré. En studie fann att 17 % av barn med DKA först diagnosticerades med gastroenterit.

## Förebyggande
För att undvika magsjuka bör man:

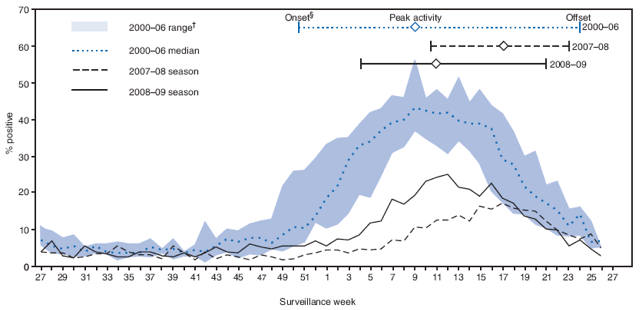
Procentandel rotavirusprover med positiva resultat, per övervakningsvecka, USA, juli 2000 – juni 2009.

- tvätta händerna efter toalettbesök och innan man äter något eller lagar mat
- ha det rent i köket
- använda olika skärbrädor till kött och grönsaker
- förvara maten kallt och värma upp den ordentligt vid tillagning och kyla ned den hastigt efteråt. Man bör inte heller låta den stå framme i rumstemperatur.

### Livsstil
Ett förråd av lättillgängligt rent vatten och god hygien är viktigt för att reducera infektionsfrekvensen och frekvensen av kliniskt signifikant gastroenterit. Personliga åtgärder (till exempel handtvätt) har visat sig minska frekvensen för incidens och förekomst av gastroenterit i såväl utvecklingsländerna som industriländerna med så mycket som 30 %. Alkoholbaserade geler kan också vara effektiva. Det finns stöd för att amning kan minska incidensen av gastroenterit i områden med undermålig hygien framförallt i utvecklingsländer. Likaså är en allmänt förbättrad hygien förebyggande. Bröstmjölk reducerar såväl frekvensen och varaktigheten hos infektionerna. Det ska också vara effektivt att undvika förorenad mat och dryck.

### Vaccination
År 2009 rekommenderade Världshälsoorganisationen att rotavirusvaccin skulle erbjudas alla barn i världen på grund av dess effektivitet och säkerhet. Det finns två rotavirusvaccin på marknaden och flera är under utveckling. I Afrika och Asien har dessa vaccin gett en minskning av svåra sjukdomsfall bland barn och länder som har dragit igång nationella immuniseringsprogram uppvisar minskad sjukdomsfrekvensen och lägre svårighetsgrad av infektioner. Detta vaccin kan även förhindra sjukdom hos icke-vaccinerade barn i och med att antalet cirkulerande infektioner reduceras. Sedan år 2000 har förverkligandet av ett vaccinationsprogram för rotavirus i USA avsevärt minskat antalet fall av diarré med så mycket som 80 procent. Den första vaccindosen ska ges till spädbarn som är 6 till 15 veckor gamla. Oralt koleravaccin har visat sig ha 50–60 % verkan under en tvåårsperiod.

## Behandling
Gastroenterit är i vanliga fall en akut självbegränsande sjukdom som inte kräver medicinering. En behandling som kan vara att föredra för dem med lindrig till måttlig dehydrering är oral rehydreringsbehandling (ORT). Metoklopramid och/eller ondansetron kan emellertid vara till hjälp hos en del barn och butylskopolaminär användbart för att behandla buksmärta.

### Rehydrering
Den primära behandlingen av gastroenterit för såväl barn som vuxna är rehydrering. Detta uppnås företrädesvis genom oral rehydreringsbehandling med exempelvis den av Unicef/WHO framtagna kompositionen oral vätskeersättning (ORS), även om intravenös behandling kan vara nödvändig om individen uppvisar sänkt  medvetandegrad eller om dehydreringen är allvarlig. Produkter för oral substitutionsterapi, vilka producerats med komplexa kolhydrater (dvs. från vete eller ris) kan vara bättre än de som är baserade på enkla sockerarter. Drycker som innehåller en särskilt hög grad av enkla sockerarter, till exempel läskedrycker och fruktjuicer, rekommenderas inte för barn som är yngre än fem år, eftersom de kan ”förvärra” diarrén. Vanligt vatten kan ges om mer specifika eller effektivare preparat är otillgängliga eller upplevs smaka illa. Magsond kan användas för små barn för att administrera vätskor, om så har anvisats av läkare.

### Diet
Det rekommenderas att ammade spädbarn fortsätter att ammas på vanligt sätt och att spädbarn som får bröstmjölksersättning fortsätter få sin ersättning direkt efter rehydrering med ORS. Laktosfri eller laktosreducerade bröstmjölksersättningar är i normala fall inte nödvändigt. Barn ska fortsätta med sin vanliga diet vid episoder av diarré, medan mat som innehåller höga halter av enkla sockerarter ska undvikas. BRAT- dieten (bananer, ris, äppelmos, rostat bröd och te) rekommenderas inte längre, eftersom den inte innehåller tillräckligt med näringsämnen och inte är fördelaktigare än normal mat. En del probiotika har visat sig vara till nytta både vad beträffar minskningen av sjukdomens varaktighet och avföringsfrekvensen.De kan även vara användbara vid förebyggande och behandling av antibiotikaassocierad diarré. Fermenterade mjölkprodukter (till exempel yoghurt) är lika nyttiga. Zinktillskott verkar vara effektivt för både behandling och förebyggande av diarré hos barn i utvecklingsländer.

### Antiemetika
Antiemetiska läkemedel (även kallat antiemetikum) kan vara till användning vid behandling av kräkningar hos barn. Ondansetron har viss effekt. En enda dos förknippas med mindre behov av intravenösa vätsketillförsel, färre sjukhusvistelser och färre kräkningar. Metoklopramid kan också vara till hjälp. Användningen av ondansetron kan dock möjligen vara kopplad till en ökad frekvens av återkommande sjukhusvistelse bland barn. Den intravenösa beredningen av ondansetron kan administreras oralt om en klinisk bedömning ger stöd för detta. Dimenhydrinat ser inte ut att ha några betydande kliniska fördelar, även om medlet reducerar kräkningar.

### Antibiotika
Antibiotika används normalt inte vid gastroenterit, även om de rekommenderas ibland när symptomen är särskilt svåra eller om mottagliga bakterier isoleras eller misstänks. Om antibiotika ska användas, är en makrolid (till exempel azitromycin) att föredra över fluorokinolon eftersom man ser ökad resistensbild till den senare. Pseudomembranös kolit, som vanligtvis uppstår på grund av antibiotikabruk, behandlas genom utsättning av det förorsakande medlet men erfordras antibiotikabehandling rekommenderas metronidazol eller vankomycin, det senare givet peroralt. Till de bakterier och protozoer som är mottagliga för behandling hör shigellaarter, Salmonella typhi och Giardia lamblia. För fall med Giardia lamblia eller Entamoeba histolytica, rekommenderas behandling med tinidazol, som är bättre än metronidazol. Världshälsoorganisationen (WHO) rekommenderar användning av antibiotika för småbarn som har blodig diarré och feber.

### Peristaltikhämmande medel
Det finns en teoretisk risk att peristaltikhämmande medel kan leda till komplikationer och även om klinisk erfarenhet har visat att detta är osannolikt, förespråkas inte dessa läkemedel i fall med blodig diarré eller diarré som kompliceras av feber. Loperamid, en opioid-analog, används vanligtvis för symptomatisk behandling av diarré. Loperamid rekommenderas inte för barn, eftersom det kan passera den omogna blod-/hjärnbarriären och orsaka toxicitet. Vismutsubsalicylat, ett olösligt komplex av trivalent vismut och salicylat, kan användas i lindriga till medelsvåra fall, men salicylattoxicitet är teoretiskt möjlig.

## Epidemiologi
| Uppgift saknas ≤ 500 Uppgift saknas 1000–1500 1500–2000 2000–2500 2500–3000 | 3000–3500 3500–4000 4000–4500 4500–5000 5000–6000 ≥ 6000 |

Funktionsjusterade levnadsår för diarré per 100 000 invånare 2004.
Uppgift saknas
≤ 500
Uppgift saknas
1000–1500
1500–2000
2000–2500
2500–3000
3000–3500
3500–4000
4000–4500
4500–5000
5000–6000
≥ 6000

Det har beräknats att tre till fem miljarder fall av gastroenterit förekommer världen över varje år, och dessa drabbar framför allt barn och individer i utvecklingsländer. Gastroenterit ledde år 2008 till cirka 1,3 miljoner dödsfall hos barn som var yngre än fem år, och de flesta inträffade i världens fattigaste länder. Mer än 450 000 av dessa dödsfall hänförs till rotavirus hos barn som är yngre än fem år. Kolera orsakar tre till fem miljoner sjukdomsfall och ungefär 100 000 dödsfall per år. I utvecklingsländerna får barn som är yngre än två år ofta sex eller fler infektioner per år som leder till kliniskt signifikant gastroenterit. Sjukdomen förekommer mer sällan hos vuxna, vilket delvis beror på att de uppnått immunitet till följd av tidigare infektion.
År 1980 förorsakade gastroenterit, samtliga typer medräknade, kring 4,6 miljoner dödsfall hos barn och majoriteten inträffade i utvecklingsländer. Dödligheten minskade påtagligt (till cirka 1,5 miljoner dödsfall per år) fram till och med år 2000, vilket till stor del berodde på att oral rehydreringsbehandling introducerades och spreds bland allmänheten. I USA är infektioner som förorsakar gastroenterit den näst vanligaste infektionen (efter förkylning), och uppgår till 200 till 375 miljoner fall av akut diarré och cirka tio tusen dödsfall per år,av vilka 150 till 300 av dessa dödsfall gäller barn under fem år.

## Historik
"Gastroenterit" som term användes för första gången år 1825. Innan dess var sjukdomen mer specifikt känd bl.a. som tyfoidfeber eller "cholera morbus" eller mindre specifikt som "magknip", "dästhet", "fluss", "kolik", "tarmbesvär” eller någon av otaliga andra ålderdomliga namn för akut diarré.

## Samhälle och kultur
Gastroenterit benämns med många vardagliga namn, inklusive "Montezumas hämnd", "turistdiarré" och "semestermage". Den har spelat en roll i många militärkampanjer och tros vara upphovet till termen "no guts no glory" ("inga tarmar, ingen ära").
Gastroenterit förorsakar 3,7 miljoner läkarbesök per år i USA och 3 miljoner läkarbesök i Frankrike. I USA tror man att alla gastroenteriter sammanlagt leder till en kostnad som uppgår till 23 miljarder USD per år, där enbart rotaviruset uppskattas resultera i en kostnad på 1 miljard USD per år.

## Forskning
Ett antal vacciner mot gastroenterit håller på att utvecklas. Till exempel vacciner mot Shigella och enterotoxigen Escherichia coli (ETEC), som är två av de främsta bakteriella orsakerna till gastroenterit världen över.

## Hos andra djur
Gastroenterit bland katter och hundar förorsakas av många av samma agens som hos människan. De vanligaste organismerna är: Campylobacter, Clostridium difficile, Clostridium perfringens och Salmonella. Ett stort antal giftiga växter kan också ge symptom. En del agens är mer specifika för en viss art. Transmissible gastroenteritis coronavirus (TGEV, ett coronavirus som orsakar överförbar gastroenterit) förekommer hos grisar och leder till kräkningar, diarré och dehydrering. Man tror att viruset överförs till grisar från viltfåglar och det finns ingen specifik behandling. Det kan inte överföras till människor.